# Woud van Irati
Het Woud van Irati   (Baskisch: Iratiko oihana)  is een uitgestrekt beukenbos in de westelijke Pyreneeën, in Spanje en Frankrijk. Het bos ligt op het grondgebied van de gemeenten Orbaitzeta, Ochagavía, Larrau, Mendive en Lecumberry en ligt in het stroomgebied van de Irati-rivier (een zijrivier van de Aragón), naar waar het bos genoemd is. Het woud ligt in een zeer dunbevolkt gebied en heeft een wild en mysterieus aspect behouden, gevoed door verschillende lokale legendes. Het Woud van Irati is na het Zwarte Woud in Duitsland het grootste beuken- en sparrenbos van Europa. Het uitgestrekte woud is vrijwel ongerept. Ten oosten van het Woud van Irati ligt de 2017 meter hoge berg Orhy.
Doorheen de Pyreneeën loopt de staatsgrens tussen Spanje en Frankrijk grotendeels over de hoofdkam. Dit is in dit gebied niet het geval. De staatsgrens ligt hier wat zuidelijker, zodat het hoogste deel van de Irati-vallei in Frankrijk gelegen is.

## Toegang

### Vanuit Frankrijk
Het noordoostelijke, Franse, deel van het woud is niet via de weg bereikbaar vanuit Spanje.  Wel zijn er verschillende wegen aangelegd om dit Franse deel van de Irati-vallei vanuit de rest van Frankrijk te bereiken. De D19 verbindt het gebied met Larrau in het oosten via de col Bagargiak (col de Bagargi, 1327 m); de D18 verbindt de vallei over de col de Burdinkurutxeta (1135 m) met de dorpen Mendive en Lecumberry in het noordoosten en de D301 ontsluit het gebied rond de bergen Errozate en Atharburu tussen de vallei van Irati en Estérençuby in de vallei van de Nive (een zijrivier van de Adour). Van bij de parkings bij het meertje bij de plaats Iraty-Cize vertrekken verschillende wandelingen en kan men de drie verschillende bergpassen oprijden. Ook de langeafstandsroute GR10 loopt hier door het woud. "Cize" van de plaats Iraty-Cize verwijst naar het deel van Irati dat in het Pays de Cize ligt (deel van Neder-Navarra). In het uiterste noordoosten van het woud is een skistation aangelegd (langlauf).

### Vanuit Spanje
Het centrale zuidoostelijke deel van het bos, in de gemeente Ochagavía, kan vanuit het dorp Ochagavía bereikt worden via een lokale weg over de Sierra de Abodi. Bij de plaats Irati vertrekken verschillende boswandelingen en ook de GR11 passeert hier. De verharde weg loopt niet door naar het Franse deel van het woud. In het westelijke deel van het bos ten slotte, in de gemeente Orbaitzeta, vertrekken ook verschillende wandelingen. Recent werd hier ook een verbindingsweg aangelegd over de 988 meter hoge Col d'Orgambidé naar de D301 in de Nive-vallei.

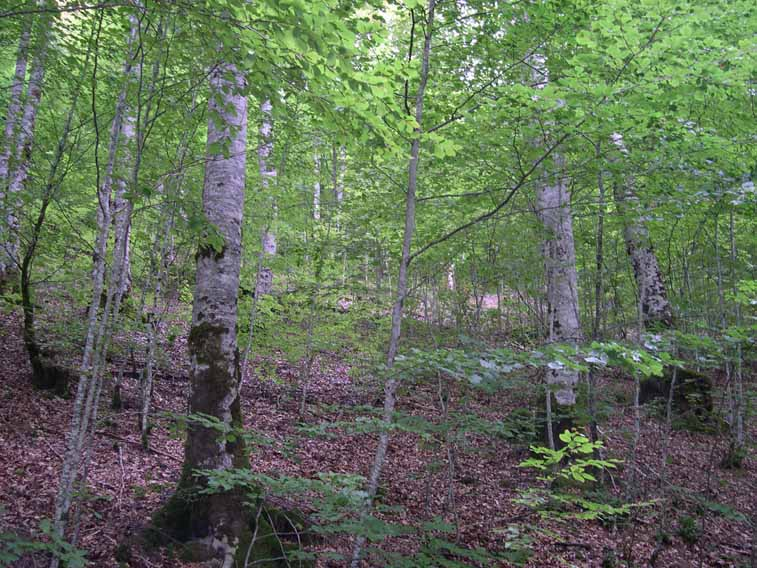
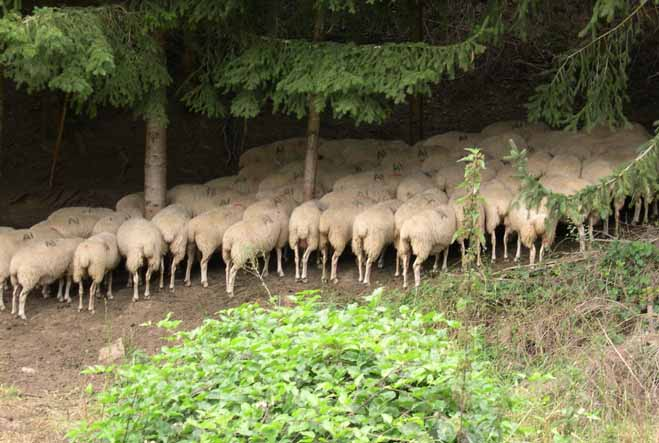
« La siesta del borrego » - Ochagavía
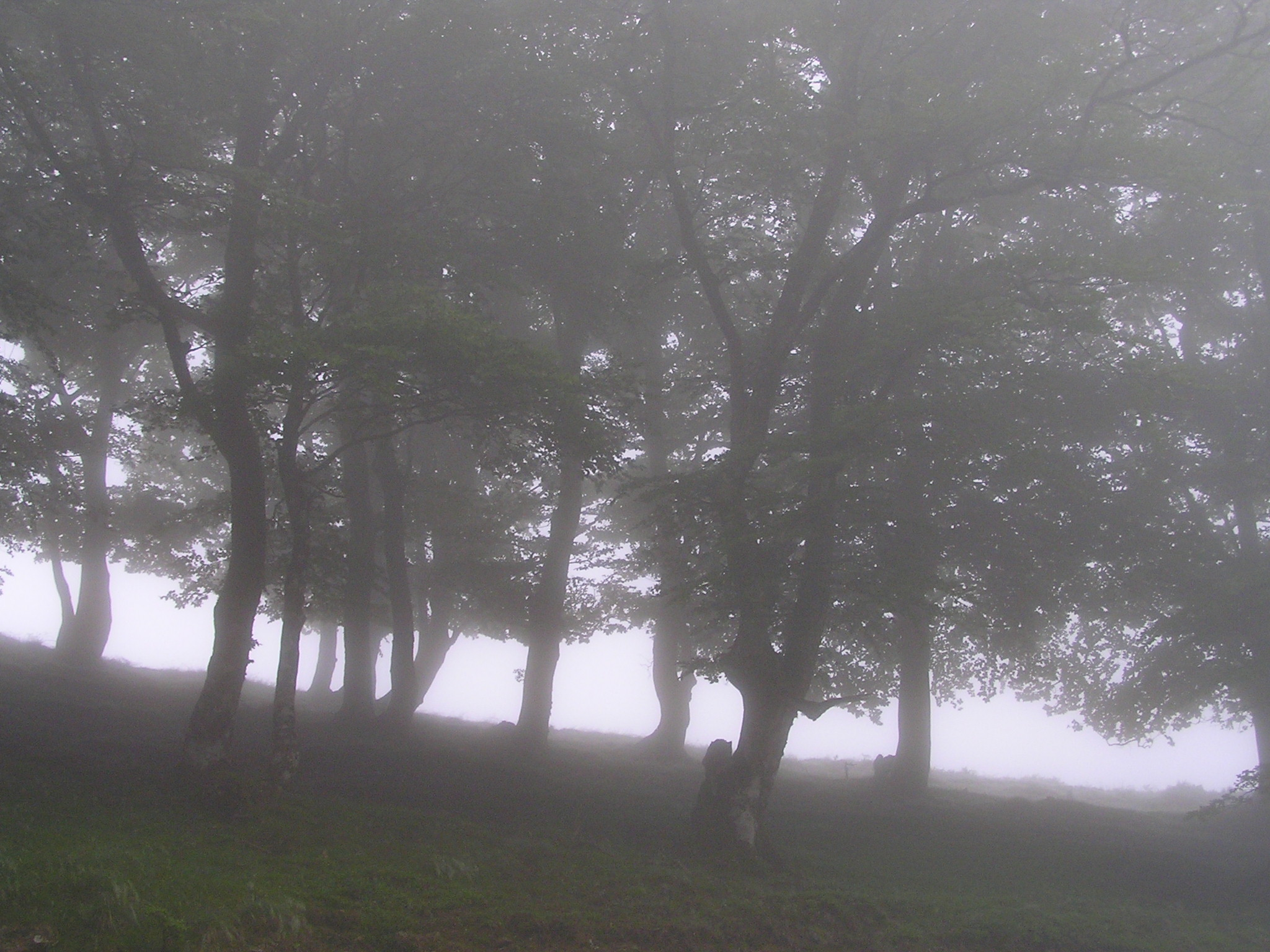
Mist in het woud